# 20. Międzynarodowy Festiwal Filmowy w Wenecji

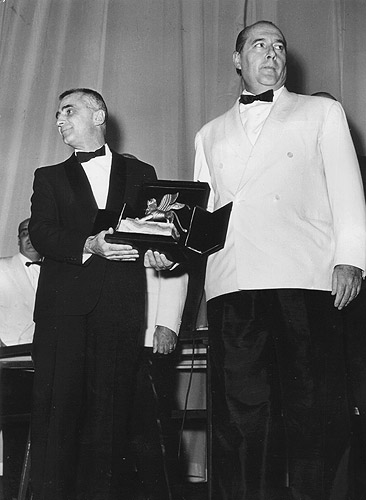
Mario Monicelli i Roberto Rossellini ze Złotym Lwem

20. Międzynarodowy Festiwal Filmowy w Wenecji odbył się w dniach 23 sierpnia – 6 września 1959 roku.
Jury pod przewodnictwem włoskiego scenarzysty Luigiego Chiariniego przyznało nagrodę główną festiwalu, Złotego Lwa, ex aequo dwóm włoskim filmom: Generałowi della Rovere w reżyserii Roberto Rosselliniego oraz Wielkiej wojnie w reżyserii Mario Monicellego. Drugą nagrodę w konkursie głównym, Nagrodę Specjalną Jury, przyznano szwedzkiemu obrazowi Twarz w reżyserii Ingmara Bergmana.

## Członkowie jury

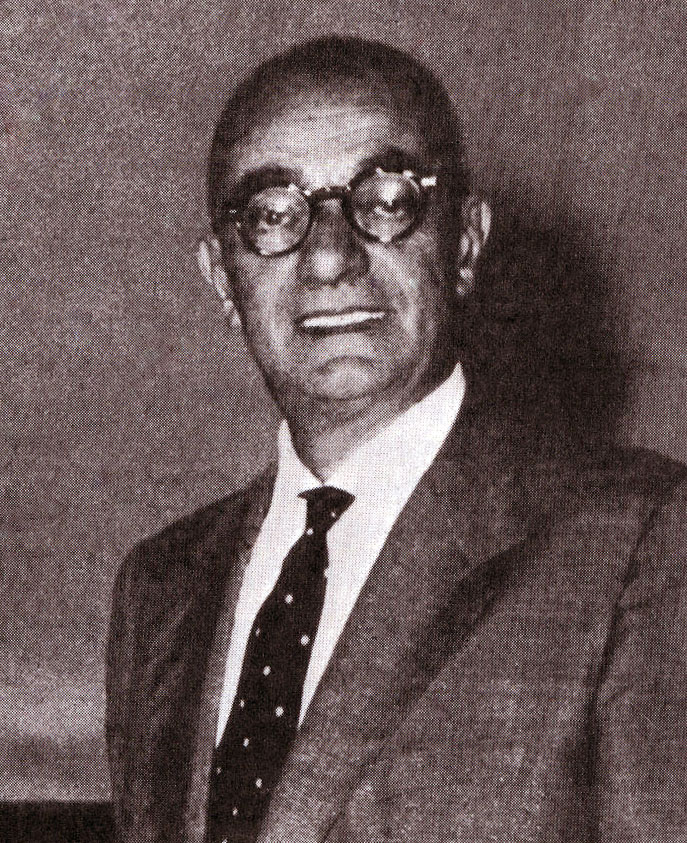
Przewodniczący jury konkursu głównego Luigi Chiarini

### Konkurs główny
- Luigi Chiarini, włoski scenarzysta − przewodniczący jury[2]
- Georges Altman, francuski dziennikarz
- Siergiej Bondarczuk, rosyjski reżyser i aktor
- Ralph Forte, amerykański dziennikarz
- Luis Gómez Mesa, hiszpański krytyk filmowy
- Ernst Krüger, niemiecki producent filmowy
- Vinicio Marinucci, włoski scenarzysta
- Roger Maxwell, brytyjski aktor
- Dario Zanelli, włoski krytyk filmowy